# Symphonie no 12 de Mozart
Pour les articles homonymes, voir Symphonie no 12.
La Symphonie no 12 en sol majeur KV 110/75b est une symphonie de jeunesse de Wolfgang Amadeus Mozart, composée durant l'été 1771 à Salzbourg. La symphonie a apparemment été préparée en prévision du second voyage en Italie de Mozart, qui devait avoir lieu entre août et décembre 1771.

## Instrumentation
| Instrumentation de la symphonie no 12 en sol majeur                  |
| Cordes                                                               |
| premiers violons, seconds violons, altos, violoncelles, contrebasses |
| Bois                                                                 |
| 2 flûtes, 2 hautbois, 2 bassons                                      |
| Cuivres                                                              |
| 2 cors en ré                                                         |

## Structure
La symphonie comprend 4 mouvements, l'allegro initial étant le plus long mouvement que Mozart ait écrit à cette date.
1. Allegro, à 
, en sol majeur, 157 mesures, 2 sections répétées 2 fois (mesures 1 à 69, mesures 70 à 157) - partition
2. Andante, à , en ut majeur, 52 mesures, 2 sections répétées 2 fois (mesures 1 à 22, mesures 23 à 52) - partition
3. Menuetto et Trio, à 
, en sol majeur, 40+20 mesures - partition
4. Allegro, à 
, en sol majeur, 132 mesures - partition

Durée : environ 18 minutes.

Introduction de l'Allegro :
La lecture audio n'est pas prise en charge dans votre navigateur. Vous pouvez télécharger le fichier audio.
Introduction de l'Andante :
La lecture audio n'est pas prise en charge dans votre navigateur. Vous pouvez télécharger le fichier audio.
Première reprise du Menuetto :
La lecture audio n'est pas prise en charge dans votre navigateur. Vous pouvez télécharger le fichier audio.
Première reprise du Trio :
La lecture audio n'est pas prise en charge dans votre navigateur. Vous pouvez télécharger le fichier audio.
Introduction de l'Allegro final :
La lecture audio n'est pas prise en charge dans votre navigateur. Vous pouvez télécharger le fichier audio.